# SOS Fantômes : L'Héritage
Pour les articles homonymes, voir Ghostbusters (homonymie).
Série SOS Fantômes
SOS Fantômes 2
(1989) SOS Fantômes : La Menace de glace
(2024)
Pour plus de détails, voir Fiche technique et Distribution.
SOS Fantômes : L'Héritage ou SOS Fantômes : L'au-delà au Québec (Ghostbusters: Afterlife) est un film américain coécrit et réalisé par Jason Reitman et sorti en 2021. Une dédicace à Harold Ramis, décédé en 2014, est mentionnée.
Il s'agit du quatrième film de la franchise SOS Fantômes.
Une suite, intitulée SOS Fantômes : La Menace de glace, sort en 2024.

## Synopsis
À Summerville dans l'Oklahoma, un homme âgé piège un fantôme dans la mine de l'occultiste Ivo Shandor à l'extérieur de la ville et en attire un autre vers les champs entourant sa ferme. Il tente d'activer une installation élaborée, mais l'alimentation tombe en panne. L'homme cache un attrape-fantômes sous le parquet de sa maison et s'assoit dans son fauteuil. Il est attaqué par le fantôme, qui a pris possession du fauteuil,  et meurt.
À Chicago, Callie élève seule ses enfants Trevor (15 ans) et Phoebe (12 ans). Phoebe est bricoleuse et douée pour la physique. Son propriétaire l'expulse de son logement, car elle a plusieurs loyers de retard. Elle part en voiture pour Summerville car elle a hérité de la ferme. Elle est obligée de s'installer dans la vieille ferme de son père. Trevor accepte un emploi dans un fast-food où il flirte avec Lucky Domingo, sa collègue ; et Phoebe s'inscrit à un cours de sciences d'été donné par le sismologue Gary Grooberson.
Phoebe découvre que la ferme est hantée, et le poltergeist qui y réside la conduit au piège des fantômes, qu'elle montre à Gary et à son nouvel ami, « Podcast ». Gary, un fan des SOS Fantômes, l'aide à en savoir plus sur eux et sur son grand-père. Lui, Phoebe et Podcast ouvrent l'attrape-fantôme et délivrent, malgré eux, le fantôme puissant (Vinz Clortho, un des cerbères de Gozer) qui se réfugie dans la montagne. Le fantôme de la ferme conduit Phoebe au laboratoire souterrain de son défunt grand-père et se révéle être Egon Spengler. Il guide Phoebe pour qu'elle répare l'équipement de SOS Fantômes. Phoebe, qui a hérité le côté scientifique de son grand-père, va tester le matériel avec son frère Trevor et Podcast et pourchasse en plein centre-ville un des fantômes avec Ecto-1 restauré par Trevor (et Egon). Ils le capturent, mais sont arrêtés pour les dommages subis, et leurs équipements sont confisqués.
En prison,  Phoebe demande un appel et compose le numéro de téléphone de SOS Fantômes qu'elle avait trouvé. Phoebe contacte le Dr Raymond « Ray » Stantz pour obtenir de l'aide et l'informe qu'elle est la petite-fille d'Egon Spengler et que ce dernier est décédé il y a une semaine. À son tour, Ray lui raconte ce qu'il est devenu de SOS Fantômes après avoir vaincu Vigo les Carpates. Après la dissolution de SOS Fantômes, chacun est parti vivre sa vie alors qu'Egon a décollé avec leur équipement et s'est déplacé à Summerville pour poursuivre une menace non spécifiée. Peu de temps après, Gary est attaqué et possédé par Vinz après avoir ramené les enfants à la maison après un rendez-vous avec Callie. Le fantôme d'Egon conduit Callie à un mur rempli de photos d'elle et de sa vie, montrant qu'il se souciait d'elle plus qu'elle ne le pensait, juste avant qu'elle aussi ne soit possédée, par Zuul.
Phoebe, Podcast, Lucky et Trevor trouvent un temple de Gozer dans la mine. En explorant plus loin, ils découvrent que Shandor est vivant dans son cercueil, et que des canons à protons automatisés, installés par Egon, entravent les tentatives de Gozer de traverser, révélant également la source sismique. Zuul et Vinz détruisent l'équipement d'Egon, permettant à Gozer de s'échapper. Shandor se réveille et promet sa fidélité à Gozer, mais est néanmoins tué.
Les enfants, rejoints par Lucky, découvrent que la ferme d'Egon est en fait un énorme piège enterré autour du champ de terre, et avec un chaos surnaturel qui distrait la ville, ils récupèrent l'équipement de SOS Fantômes saisi et se dirigent vers la mine avec l'Ecto-1. Phoebe distrait Gozer pour que Podcast puisse capturer à nouveau Zuul, libérant Callie et affaiblissant la forme physique de Gozer. Ils attirent Gozer et Vinz dans le champ de piège, mais cela fonctionne mal et Gozer libère Zuul, qui possède Lucky et restaure complètement le pouvoir de Gozer. Dans leur combat inégal, ils se font aider par le trio survivant : Ray Stantz, Dr Peter Venkman et Winston Zeddemore.
Le combat tourne à l'avantage de Gozer qui est très puissant et qui cherche à se venger d'eux. Seule Phoebe tient tête a Gozer tout en l'affrontant. Phoebe se fait aider par le fantôme d'Egon Spengler. Les Chasseurs de fantômes aident Phoebe à retenir Gozer en croisant les effluves de leurs sacs à protons tandis que Trevor utilise le sien pour charger la source d'énergie des pièges, permettant à Callie d'activer les pièges fantômes et de capturer la divinité et ses sbires. Lucky et Gary sont libérés de l'emprise des cerbères, et Egon se réconcilie avec sa famille et ses amis avant de passer à l'au-delà.
Scène inter-générique
Dana Barrett fait passer le test de capacité de clairvoyance avec les cartes de Zener à Peter Venkman, reproduisant le test que celui-ci faisait passer à ses élèves cobayes. Celui-ci est capable de décrire la première carte. Épatée, Dana lui demande comment il fait. Il déclare que c'est grâce à l'influence qu'elle a sur lui et qu'il n'infligeait des décharges électriques qu'à ses étudiants, pas les étudiantes. Elle lui donne un choc électrique. Il identifie la seconde carte, sans aucune hésitation. Elle lui demande a nouveau comment il fait. Il répond que c'est grâce à l'amour qu'il a pour elle. Elle est certaine qu'il triche et lui envoie une décharge électrique. Il finit par avouer qu'il a marqué les cartes. Elle lui inflige une décharge électrique et déclare qu'elle adore cette machine.
Scène post-générique
Janine Melnitz se remémore avec nostalgie quand elle a offert à Egon Spengler une pièce d'un dollar porte-bonheur de l'exposition universelle de Flushing Meadows de 1964. Assise sur un fauteuil dans le bureau de Winston Zeddemore, elle tient dans sa main l'autre pièce qu'elle avait gardée. Elle écoute Winston qui reconnaît que c'est grâce à son passage dans l'équipe de SOS Fantômes qu'il a réussi dans les affaires, qu'il paye le loyer de la librairie de Ray et qu'il est resté un chasseur de fantômes. Il entre dans la caserne sale et abandonnée de SOS Fantômes. La porte d'entrée s'ouvre pour faire entrer l'Ectomobile (en). Sur un boîtier sur un mur, un voyant rouge clignote, indiquant que l'enceinte de confinement à fantôme est toujours active.

## Fiche technique
Sauf indication contraire, les informations mentionnées dans cette section peuvent être confirmées par la base de données cinématographiques IMDb,  présente dans la section « Liens externes ».
- Titre original : Ghostbusters: Afterlife
- Titre français : SOS Fantômes : L'Héritage
- Titre québécois : SOS Fantômes : L'au-delà
- Réalisation : Jason Reitman
- Scénario : Gil Kenan et Jason Reitman, d'après les personnages créés par Dan Aykroyd et Harold Ramis
- Musique : Rob Simonsen
- Direction artistique : Tom Reta
- Costumes : Danny Glicker
- Décors : Paul Healy
- Montage : Dana E. Glauberman et Nathan Orloff
- Production : Ivan Reitman
- Production déléguée : Dan Aykroyd, Michael Beugg, Jason Blumenfeld, Jason Cloth, Aaron L. Gilbert et Gil Kenan
- Sociétés de production : Columbia Pictures, Bron Creative et Ghost Corps, The Montecito Picture Company
- Sociétés de distribution : Columbia Pictures (États-Unis) ; Sony Pictures Releasing France (France)
- Pays de production :  États-Unis
- Langue originale : anglais américain
- Format : couleur
- Budget : 75 millions de dollars[2]
- Genre : comédie fantastique et horrifique
- Dates de sortie :
  - États-Unis : 23 août 2021 (avant-première au CinemaCon) ; 8 octobre 2021 (avant-première au New York Comic Con) ; 19 novembre 2021 (sortie nationale)
  - France : 1er décembre 2021
- Classification :
  - États-Unis : PG-13

## Distribution
Sauf indication contraire, les informations mentionnées dans cette section peuvent être confirmées par la base de données cinématographiques IMDb,  présente dans la section « Liens externes ».
- Mckenna Grace (VF : Bianca Tomassian ; VQ : Rose Langlois) : Phoebe Spengler
- Finn Wolfhard (VF : Tom Hudson ; VQ : Louis-Julien Durso) : Trevor Spengler
- Carrie Coon (VF : Audrey Sourdive ; VQ : Aline Pinsonneault) : Callie Spengler
- Paul Rudd (VF : Cédric Dumond ; VQ : Patrice Dubois) : Gary Grooberson
- Logan Kim (VF : Oscar Biavan ; VQ : Lorik Saxena) : Podcast
- Celeste O'Connor (VF : Justine Berger ; VQ : Frédérike Ambroise-Laplante) : Lucky Domingo
- Bokeem Woodbine (VF : Frantz Confiac ; VQ : Fayolle Jean Jr.) : le shérif Domingo
- Dan Aykroyd (VF : Richard Darbois ; VQ : Mario Desmarais) : Dr Raymond « Ray » Stantz
- Bill Murray (VF : Bernard Métraux ; VQ : Marc Bellier) : Dr Peter Venkman
- Ernie Hudson (VF : Serge Faliu ; VQ : Éric Gaudry) : Winston Zeddemore
- Harold Ramis (VF : Jean-Pierre Leroux et Laurent Morteau)  : Dr Egon Spengler (images d'archives)
- Sigourney Weaver (VF : Frédérique Tirmont) : Dana Barrett (caméo dans la scène inter-générique)
- Annie Potts (VF : Maïk Darah) : Janine Melnitz
- Tracy Letts : Jack
- J. K. Simmons (VF : Jean Barney ; VQ : Jacques Lavallée) : Ivo Shandor
- Oliver Cooper (en) : Elton
- Gregg Turkington : Muncher
- Shelby Young : Mini Stay-Puft Marshmallow (voix)
- Olivia Wilde : Gozer (visage, non créditée)
- Emma Portner : Gozer (corps, créditée)
- Shohreh Aghdashloo : Gozer (voix, créditée)

Sources et légende : version québécoise (VQ) sur Doublage QC
Harold Ramis, qui est mort le 24 février 2014, et à qui le film est dédié (« for Harold »), apparaît en tant que Docteur Egon Spengler à partir de clips d'archives et des photos tirées des deux films originaux et avec des CGI pour la scène en fantôme.

## Production

### Genèse et développement

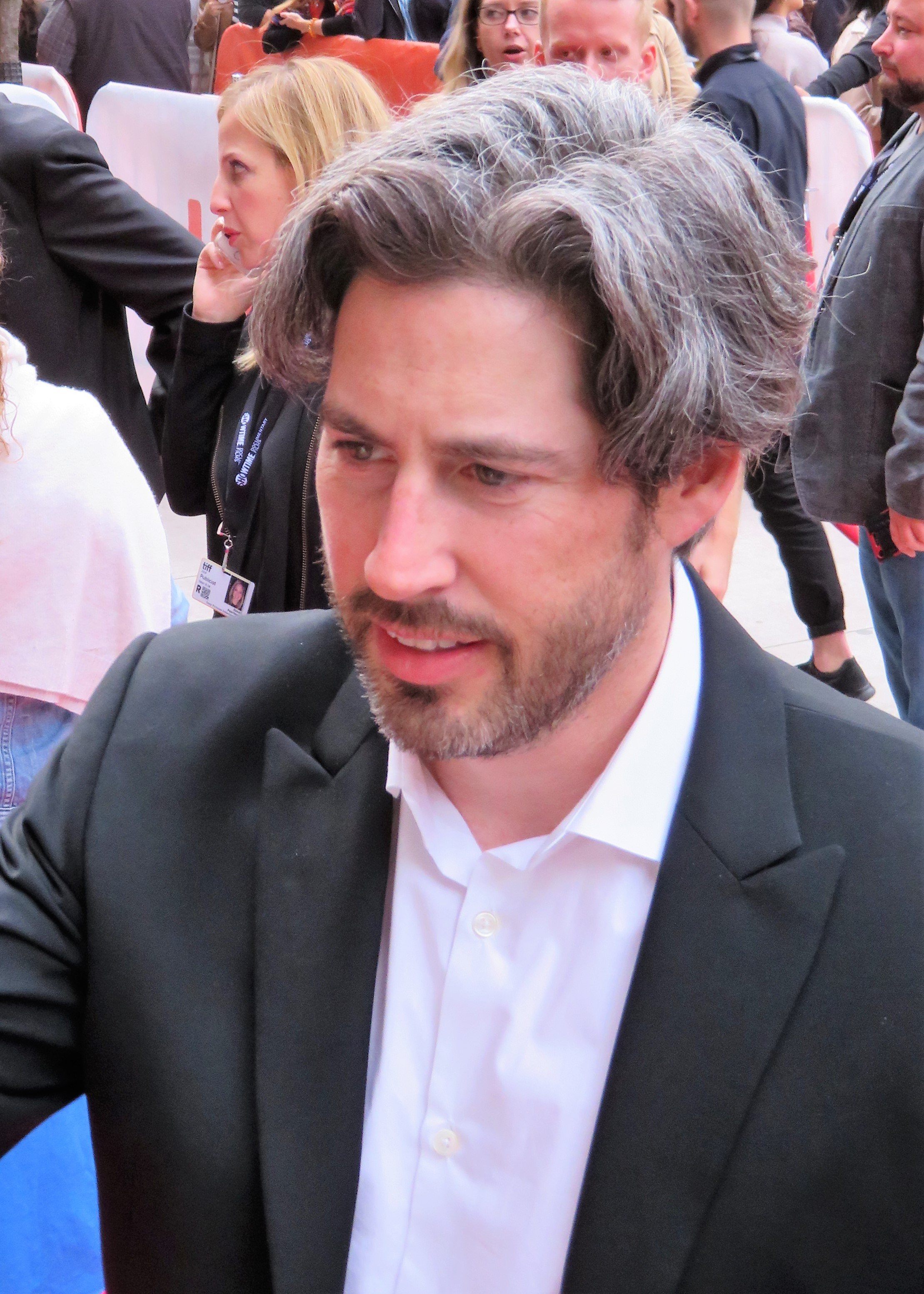
Le réalisateur Jason Reitman, ici en 2018.

Dans les années 1990, Dan Aykroyd écrit le script d'un 3e volet intitulé Ghostbusters III: Hellbent. Il met en scène les chasseurs de fantômes transportés dans un multivers de Manhattan appelé Manhellton,. Dan Aykroyd déclare alors que le studio est intéressé, contrairement aux acteurs principaux. L'idée est d'alors d'introduire des jeunes chasseurs de fantômes, alors que Ray, Egon et Winston tentent de maintenir les affaires pendant que Peter essaie de concrétiser avec Dana. Plusieurs idées seront « recyclées » pour SOS Fantômes, le jeu vidéo (2009).
En 2004, l'idée d'une suite est toujours envisagée par le studio, alors que Bill Murray exprime son désintérêt pour le projet en expliquant qu'il déteste les suites. Plus tard, Harold Ramis confirme qu'il souhaite introduire Ben Stiller au sein du casting principal,. Le projet est à l'arrêt pendant plusieurs années.
En janvier 2010, Ivan Reitman confirme sa participation comme réalisateur,. En mars 2010, Bill Murray discute du développement du film et sur ses intentions de reprendre son rôle,. Une sortie est alors annoncée pour noël 2012.
Dans une interview parue en octobre 2010, Dan Aykroyd commente le script écrit par Gene Stupnitsky et Lee Eisenberg (en) et explique qu'il a été particulièrement impressionné par le traitement du personnage de Bill Murray et sur le mélange entre une nouvelle équipe et les anciens personnages. Il explique qu'il va ensuite le réécrire avec Harold Ramis. Plus tard, Bill Murray confirme qu'il ne reprendra pas son rôle. Il est alors décidé de trouver un autre acteur pour le remplacer. La production souhaite également que Rick Moranis reprenne son rôle de Louis Tully. En juillet 2012, Dan Aykroyd confirme que le film reste en développement, avec un script réécrit par Etan Cohen. En septembre 2013, un remake est finalement annoncé. Le projet SOS Fantômes 3 reste malgré tout envisagé alors que le retour de Bill Murray est à nouveau espéré.
Le projet va cependant être à nouveau stoppé par le décès de Harold Ramis en février 2014. Il est alors annoncé que le script doit ainsi être retravaillé. En mars 2014, Ivan Reitman annonce qu'il sera simplement producteur du film, dont le tournage doit débuter courant 2015.
Le film est annoncé le 16 janvier 2019 via un teaser qui dévoile la voiture iconique de SOS Fantômes. Il est aussi annoncé que le film sera réalisé par Jason Reitman, le fils d'Ivan Reitman, réalisateur des deux premiers films,,.
Alors que le film est provisoirement nommé Ghostbusters 2020, le titre officiel est révélé en décembre 2019 peu de temps avant la sortie de la première bande-annonce.

### Attribution des rôles
Mckenna Grace, Finn Wolfhard et Carrie Coon sont annoncés en mars 2019 dans les rôles principaux, ceux d'un frère et d'une sœur et de leur mère célibataire,,. En juin 2019, Paul Rudd annonce sur les réseaux sociaux qu'il va participer au film. Celeste O'Connor et Logan Kim sont annoncés en juillet 2019.
La participation des quatre acteurs des deux premiers films, Bill Murray, Dan Aykroyd, Ernie Hudson et Sigourney Weaver, est évoquée. Sigourney Weaver confirme cela dans une interview pour Parade en juin 2019. Quelques jours plus tard, Jason Reitman ne confirme pas leur présence, seulement que le script leur a été envoyé. Fin août 2019, Ernie Hudson confirme personnellement sa participation au film pour reprendre son rôle de Winston Zeddemore. En septembre 2019, Bill Murray est confirmé, suivi de Dan Aykroyd quelques jours plus tard, et également les actrices Sigourney Weaver (Dana Barrett) et Annie Potts (Janine Melnitz),.

### Tournage
Le tournage débute sous le faux titre Rust City le 12 juillet 2019 à Calgary en Alberta. Il se déroulera jusqu'en octobre. D'autres villes d'Alberta sont également utilisées, notamment Crossfield,.

## Accueil

### Sortie
En mars 2020, Sony Pictures annonce que la sortie américaine, initialement prévue le 10 juillet 2020, est repoussée au 5 mars 2021 en raison de la pandémie de Covid-19. En octobre 2020, la date est repoussée à juin 2021. En janvier 2021, la sortie américaine est à nouveau reportée à novembre 2021. Le 1er septembre, Sony Pictures annonce que la sortie américaine est de nouveau repoussée, allant cette fois le 19 novembre 2021.
Le film est mis en première le 23 août 2021 pendant le CinemaCon à Los Angeles. Le film a aussi fait l'objet d'une projection surprise pour les fans lors du New York Comic Con de 2021

### Accueil critique
Sur l'agrégateur de critiques américain Rotten Tomatoes, le film reçoit un taux d'approbation de 63 % basé sur 305 avis, avec une note moyenne de 6,20 sur 10. Le consensus du site résume les critiques compilées : « le film traverse les courants entre le renouveau de la franchise et l'exercice de nostalgie – et cette fois-ci, cela fonctionne plutôt bien ». Sur Metacritic, le film obtient une note moyenne pondérée de 45 sur 100 sur la base de 47 critiques, indiquant des « avis mitigés ».
Sheri Linden du Hollywood Reporter décrit la distribution du film comme « attachant » et qui « [ont] le sens de la comédie » tout en ajoutant qu'« ils jouent des personnages plus complets que dans le premier film, ce qui reflète l'intérêt du réalisateur pour les histoires axées sur les personnages ». Elle note aussi qu'il y a certaines similitudes entre le film et Stranger Things, le Magicien d'Oz et Rencontres du troisième type (Close Encounters of the Third Kind). Olly Richards d'Empire donne 4 étoiles sur 5, le décrivant comme « tout à fait charmant » et conclut qu'il « établit fermement sa propre nouvelle génération [de chasseurs de fantômes] » tout en étant « plein d'amour pour les originaux [films] ».
Peter Debruge de Variety commente le film comme « inutile mais agréable » et ajoute que « la bonne nouvelle pour les fans de SOS Fantômes est que Afterlife ne fait rien pour ternir ce qui a été fait avant ».
William Bibbiani de The Wrap écrit que les « fans de l'original — notamment ceux qui aiment trouver l'Easter Egg — seront probablement satisfaits », mais ajoute : « ceux qui ont apprécié le film de 1984 et qui voulaient vraiment qu'un nouveau volet de SOS Fantômes offre quelque chose de différent... seront peut-être déçus, mais ils pourront probablement se consoler grâce au savoir-faire formel qui donne au film ses qualités techniques » .
Chez Entertainment Weekly, Christian Holub a plus été critique dans son article sur le film, en lui donnant une note de C+ et le qualifiant comme « un rappel brutal de la manière dont la culture américaine moderne consiste à fouiller les ruines des gloires passées ».
Jesse Hassenger de The A.V. Club donne la note de C, rapportant que le film « cherche désespérément à retrouver l'esprit du premier film de 1984. Ça finit par être macabre dans le mauvais sens du terme ». Courtney Howard d'Indiewire donne aussi la note de C, en écrivant : « Pourtant, avec toute la nostalgie que recèle le film, sa propre identité remise à neuf est légèrement compromise, fonctionnant comme une miméographie de ce qui l'a précédé ».
Charles Bramesco de The Guardian donne une étoile sur 5, notant qu'« on trouve ici un résumé accablant du mode par défaut de l'Hollywood moderne - un objet nostalgique, vidé de sa personnalité et ajusté dans un moule d'un goût douteux, fait sur mesure pour un fandom qui vénère tout et ne respecte rien ».
Au Canada, Pascal Leblanc de La Presse considère que le film « est une réussite autant pour les yeux que pour les oreilles ».

### Box office
| Pays ou région    | Box-office      | Date d'arrêt du box-office | Nombre de semaines |
| ----------------- | --------------- | -------------------------- | ------------------ |
| États-Unis Canada | 129 360 575 $   | 10 mars 2022               | 16                 |
| France            | 615 358 entrées | 11 janvier 2022            | 6                  |
| Total mondial     | 197 360 575 $   | -                          | -                  |

## Distinctions
- Saturn Awards 2022 : 
  - Meilleure actrice dans un second rôle pour Carrie Coon
  - Meilleur jeune acteur pour Finn Wolfhard

## Analyse